# Tetranychus axinitus
Tetranychus axinitus är en spindeldjursart som beskrevs av Meyer 1987. Tetranychus axinitus ingår i släktet Tetranychus och familjen Tetranychidae. Inga underarter finns listade i Catalogue of Life.